# Mayhem
Mayhem é uma banda de black metal fundada em 1984 em Oslo, Noruega. O nome Mayhem surgiu da canção Mayhem With Mercy, encontrada no álbum Welcome to Hell (1981) da banda britânica Venom. A banda ganhou grande repercussão pelo mundo após acontecimentos polêmicos em sua carreira, como suas performances violentas nos shows,  o suicídio do vocalista Dead e o assassinato do guitarrista Euronymous pelo antigo integrante Varg Vikernes, do Burzum.
O grupo lançou o influente EP chamado Deathcrush e acumulou um público fiel através de esporádicas e notórias performances ao vivo, atraindo mais atenção por suas ligações a uma série de incêndios a igrejas norueguesas e por violentos incidentes que os cercaram. Eles separaram-se após o assassinato de Euronymous, pouco antes do lançamento de seu disco de estreia intitulado De Mysteriis Dom Sathanas, considerado um clássico gênero black metal. Os membros restantes do grupo, Hellhammer (bateria) e Necrobutcher (baixo), juntaram-se ao vocalista Maniac e ao guitarrista Blasphemer e reativaram o Mayhem dois anos após o ocorrido. Atualmente a banda é composta por Hellhammer, Necrobutcher, Attila Csihar (vocal), Teloch e Ghul (guitarras).
Considerado o grande precursor do gênero, o Mayhem influenciou fortemente todo o black metal e foi fundamental para a evolução do metal extremo mundial. Seus trabalhos pós-Euronymous são caracterizados por implementar várias experimentações. O disco Ordo Ad Chao, de 2007, recebeu o prêmio Spellemannprisen na categoria "melhor álbum de metal".

## História

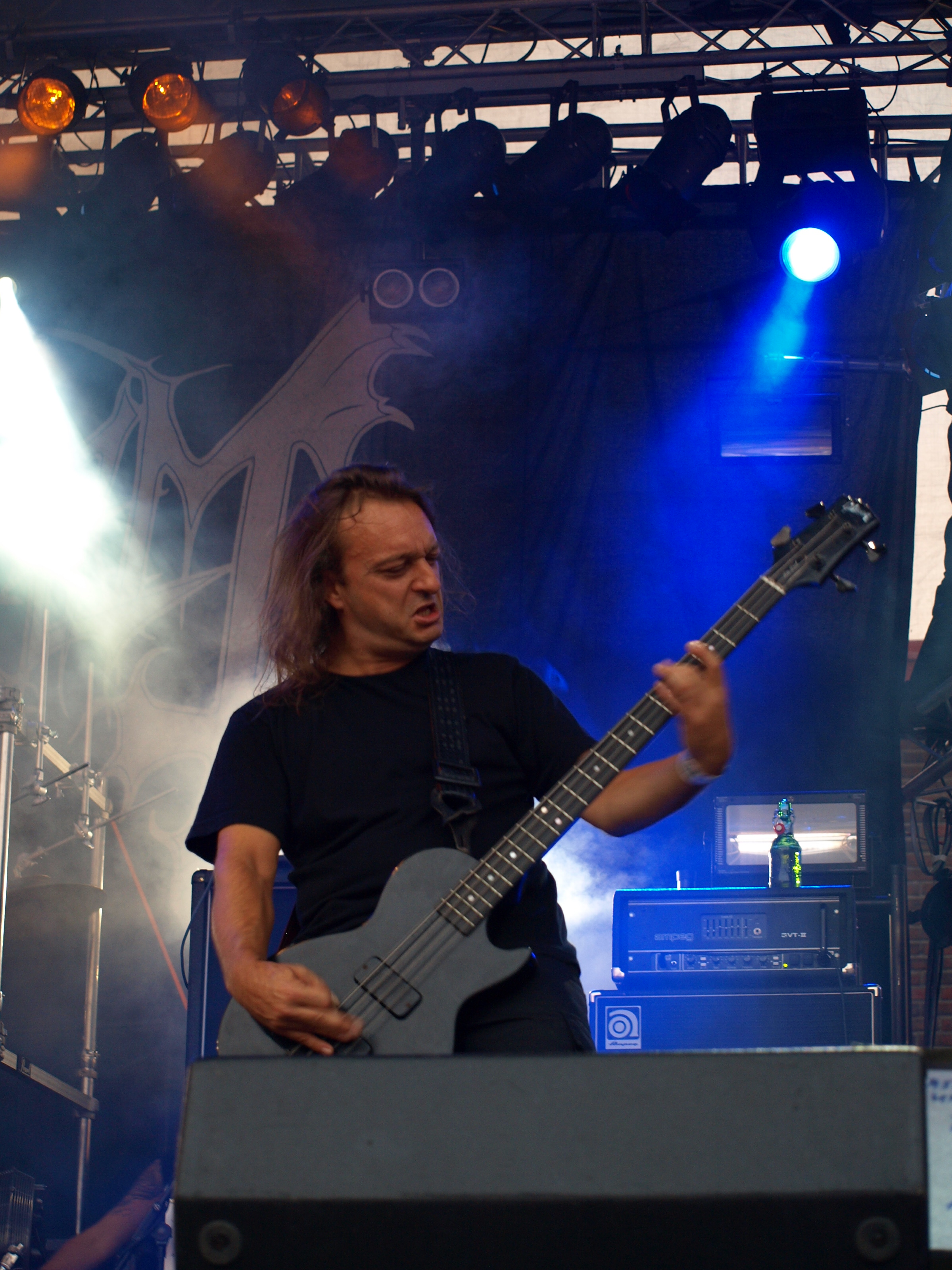
Necrobutcher com o Mayhem (Jalometalli 2008)

### Primeiros anos (1984-1988)
Inspirado por grupos como Venom, Slayer, Bathory e Celtic Frost, o Mayhem foi fundado em 1984 pelo guitarrista Euronymous, o baixista Necrobutcher e o baterista Manheim. A banda começou a carreira fazendo covers de  Black Sabbath, Venom, Motörhead, e depois gravaram sua primeira demo, Pure Fucking Armageddon, com Euronymous e Necrobutcher dividindo os vocais.
Em 1986 a banda se torna um quarteto com a entrada de Messiah nos vocais, que acabou apenas cantando em um show realizado em abril de 1986 em Ski, saindo do Mayhem ao final daquele ano. Com a chegada de Maniac em 1987, a banda grava seu primeiro EP, intitulado Deathcrush, lançado pelo selo Posercorpse Music; Messiah ainda participa do EP como convidado, cantando em duas músicas.
Deathcrush teve uma prensagem inicial de apenas 1000 cópias, que se esgotaram rapidamente. O EP foi relançado em 1993 pelo novo selo de Euronymous, a Deathlike Silence Productions.  Em 1988, Maniac acabou sendo expulso do Mayhem por seu vício com drogas e Manheim saiu em busca de um emprego regular, deixando a banda com apenas dois integrantes.  Para substituí-los temporariamente, chegaram Kittil Kittilsen para os vocais e Torben Grue na bateria, mas que rapidamente também deixaram seus postos.

### Com Dead (1988-1991)
Depois de duas breves substituições, as posições de vocalista e baterista foram preenchidas por Dead e Hellhammer, respectivamente. Dead morava em Estocolmo e foi vocalista da banda Morbid, mas sabendo que o Mayhem procurava um novo vocalista, mudou-se para Oslo e enviou um envelope com uma fita cassete, um rato em estado de putrefação e uma carta que dizia estar buscando uma nova banda pois achava que o Morbid não chegaria a lugar algum. O envelope chamou a atenção dos membros da banda e ele foi prontamente aceito.

Dead e Euronymous usando corpse paint.

Com Dead como vocalista, os shows da banda se tornaram lendários. No início de sua carreira ele era conhecido por usar "corpse paint", que era uma maquiagem preta e branca que deixava-o parecido com um cadáver. De acordo com Necrobutcher, "não tinha nada a ver com a maquiagem que Kiss ou Alice Cooper  usavam. Dead  procurava ficar parecido com um morto. Ele não queria que parecesse 'legal'." Hellhammer afirmou que Dead "foi o primeiro músico de black metal a usar corpse paint". Para completar seu visual, Dead enterrava suas roupas para depois usá-las no palco na noite do show.
Durante as apresentações, Dead costumava cortar-se com facas e cacos de vidro quebrado. Além disso, muitas vezes a banda colocava cabeças de porcos e ovelhas empaladas em estacas na frente do palco.
No início 1990 a banda participou de um concerto em Sarpsborg, Noruega, no festival Support for Slayer Magazine, junto com Equinox e Cadaver, e Dead teve que ser rapidamente hospitalizado pela perda excessiva de sangue por se cortar muito profundamente. Este concerto foi incluído mais tarde no álbum Dawn of the Black Hearts.
Ainda em 1990 os membros da banda se mudaram para uma velha casa na floresta, perto de Oslo. Eles começaram a escrever as canções para seu novo álbum, De Mysteriis Dom Sathanas.  O baixista Necrobutcher disse que, após viverem juntos por um período, Dead e Euronymous "se estressavam muito um com o outro" e "não eram amigos de verdade na época". Hellhammer recorda que uma vez Dead foi dormir na floresta porque Euronymous estava tocando  música sintetizada que Dead odiava. Euronymous, então, saiu da casa e começou a atirar no ar com uma espingarda. Varg Vikernes afirma que Dead chegou a esfaquear Euronymous, certa vez.
Em 8 de abril de 1991, Dead cometeu suicídio enquanto estava sozinho na casa da banda. Ele foi encontrado por Euronymous com os pulsos e garganta cortados e um tiro de espingarda na cabeça. Em uma nota de suicídio, ele pediu desculpas pelo sangue e por ter atirado dentro de casa. Em vez de chamar a polícia, Euronymous foi a uma loja próxima e comprou uma máquina para fotografar o cadáver depois de reorganizar algumas coisas. Uma dessas fotos foi posteriormente usada na capa do álbum Dawn of the Black Hearts. De acordo com Stian "Occultus" Johannsen, que brevemente entrou no lugar de Dead na banda:
Necrobutcher recorda-se de como Euronymous contou a ele sobre o suicídio:
Euronymous usou o suicídio de Dead para gerar uma imagem "maligna" para o Mayhem e declarar que Dead se matou porque o black metal havia tornado-se muito "modinha" e comercial. Na época, surgiram boatos de que Euronymous teria feito um ensopado com pedações do cérebro de Dead e tinha feito colares com pedaços de seu crânio. Posteriormente a banda negou o primeiro boato, mas confirmaram que o segundo era verdade um tempo depois. Além disso, Euronymous afirmara que tinha dado estes colares a músicos que ele julgava dignos, o que foi confirmado por inúmeros membros da cena do black metal norueguês, como Bård 'Faust' Eithun e Metalion.
Após o ocorrido, Necrobutcher deixou a banda.

### Innercircle
Além da morte de Dead, o Mayhem foi protagonista de algumas páginas controversas da história do Black Metal, e do Rock em geral. Primeiramente, o Mayhem foi a banda mais importantes do Inner Circle, um movimento anticristão formado por membros de várias bandas de Black Metal da Noruega com o objetivo de disseminar e propagar ódio e aversão pela religião cristã, numa tentativa até mesmo de eliminar o cristianismo da Noruega. Porém, tais atitudes não ficaram somente no plano intelectual: durante esse tempo várias igrejas foram queimadas na Noruega por membros do Inner Circle, inclusive algumas igrejas históricas, resultando em mais de 50 igrejas queimadas ou danificadas por membros do cena e outros.

### De Mysteriis Dom Sathanas(1991-1994)

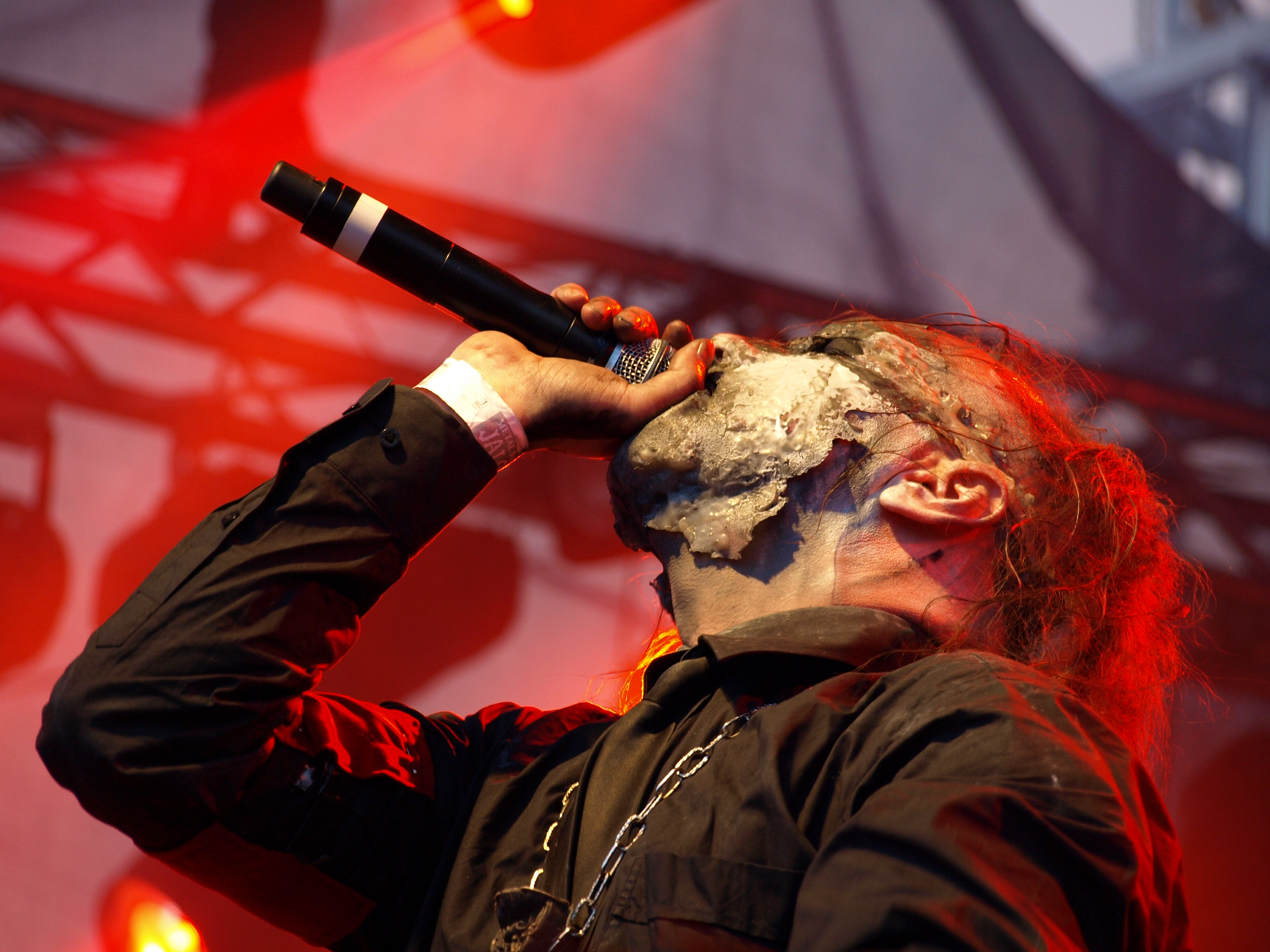
Attila Csihar no Jalometalli 2008, em Oulu.

Com o suicídio de Dead e a saída de Necrobutcher, o Mayhem ficou com apenas dois integrantes. O vocalista e baixista Occultus entrou no grupo, fazendo alguns shows como trio por um período. Contudo, sua estadia  na banda durou pouco tempo; ele saiu após receber uma ameaça de morte de Euronymous. Em  julho de 1993, a banda lançou o álbum ao vivo Live in Leipzig em homenagem a Dead, que acabou virando um dos principais álbuns da cena do black metal.
Euronymous chamou Varg Vikernes (Burzum) para o baixo, Snorre "Blackthorn" Ruch (Thorns) para a segunda guitarra, o húngaro Attila Csihar (Tormentor) para os vocais, e assim iniciaram as gravações de De Mysteriis Dom Sathanas.[carece de fontes?] Devido a má exposição na mídia e estar sendo vigiado pela polícia, Euronymous acabou fechando sua loja de discos Helvete. A maior parte do álbum foi gravada durante o primeiro semestre de 1993 no  Grieg Hall em Bergen. Para coincidir com o lançamento do álbum, Euronymous e Vikernes planejaram  explodir a Catedral de Nidaros, a qual aparece na capa do CD, mas o plano acabou não sendo concretizado.
No meio do ano, surgia uma tensão e um desentendimento entre Varg e Euronymous envolvendo questões contratuais e do Inner Circle, o que resultou no assassinato de Euronymous por Varg  em 10 de Agosto de 1993. No dia em questão, Varg e Snorre Ruch viajaram  518 km de Bergen até o apartamento de Euronymous em Oslo. Após um confronto entre os dois, Varg acabou esfaqueando Euronymous e matando-o.   Seu corpo foi encontrado fora do apartamento como vinte e três ferimentos de facadas. Vikernes  alega que Euronymous tencionava capturá-lo e torturá-lo até a morte e gravar em uma fita de vídeo, usando um encontro sobre um contrato de gravações como pretexto. Na noite do assassinato, Vikernes diz que entregou o contrato nas mãos de Euronymous  e "disse para ele se foder", mas que Euronymous atacou-o primeiro. Varg ainda diz que a maioria dos ferimentos foram causados por cacos de vidro quebrados que caíram durante o confronto. Vikernes foi preso em alguns dias, e em alguns meses foi sentenciado a 21  anos de prisão  tanto pelo homicídio quanto pelos  incêndios a igrejas; ele foi liberado em 2009. Ruch, que esperava por Vikernes no andar térreo do prédio e não teve nenhum envolvimento com o crime, acabou sendo condenado por cumplicidade no assassinato e ficou 8 anos preso.  Com a volta de  Attila Csihar para a Hungria para terminar seu curso de engenharia, restou apenas Hellhammer como membro oficial, ocasionando o fim da banda.
Em Maio de 1994, De Mysteriis Dom Sathanas foi lançado e formalmente dedicado a Euronymous. Seu lançamento foi adiado devido a queixas por parte dos pais de Euronymous, que se opuseram a presença das linhas de baixo gravadas por Varg Vikernes. De acordo com Varg Vikernes, Hellhammer assegurou aos pais de Euronymous que ele mesmo iria regravar os baixos. Aparentemente Hellhammer não fez isso, então o álbum contém os baixos originais de Varg Vikernes.

### A reformulação da banda (1995-2004)

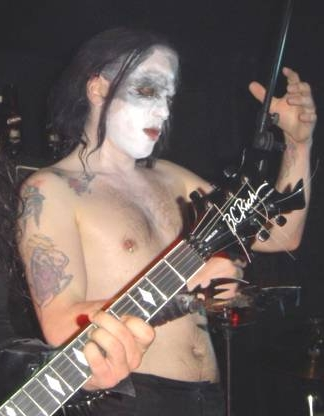
Maniac com o Mayhem

Em 1995, Hellhammer decidiu reformular a banda com a ajuda do guitarrista Blasphemer e dois antigos membros do Mayhem, Maniac e Necrobutcher. O primeiro lançamento com essa formação foi um EP de 1997, Wolf's Lair Abyss, que foi seguido por uma série de shows na Europa. Um desses shows ocorreu em Milão, na Itália, com participação de Attila Csihar[carece de fontes?] e que foi gravado para o álbum ao vivo Mediolanum Capta Est.
Nesta nova fase, as declarações preservacionista feitas por Hellhammer (que se pronunciou contra mistura de raças e estrangeiros na Noruega) e o uso de imagens nazistas como a suástica na sala de ensaios, o emblema da Totenkopf e materiais da banda com o símbolo do Nasjonal Samling, causaram polêmica e acusações de neo-nazismo.

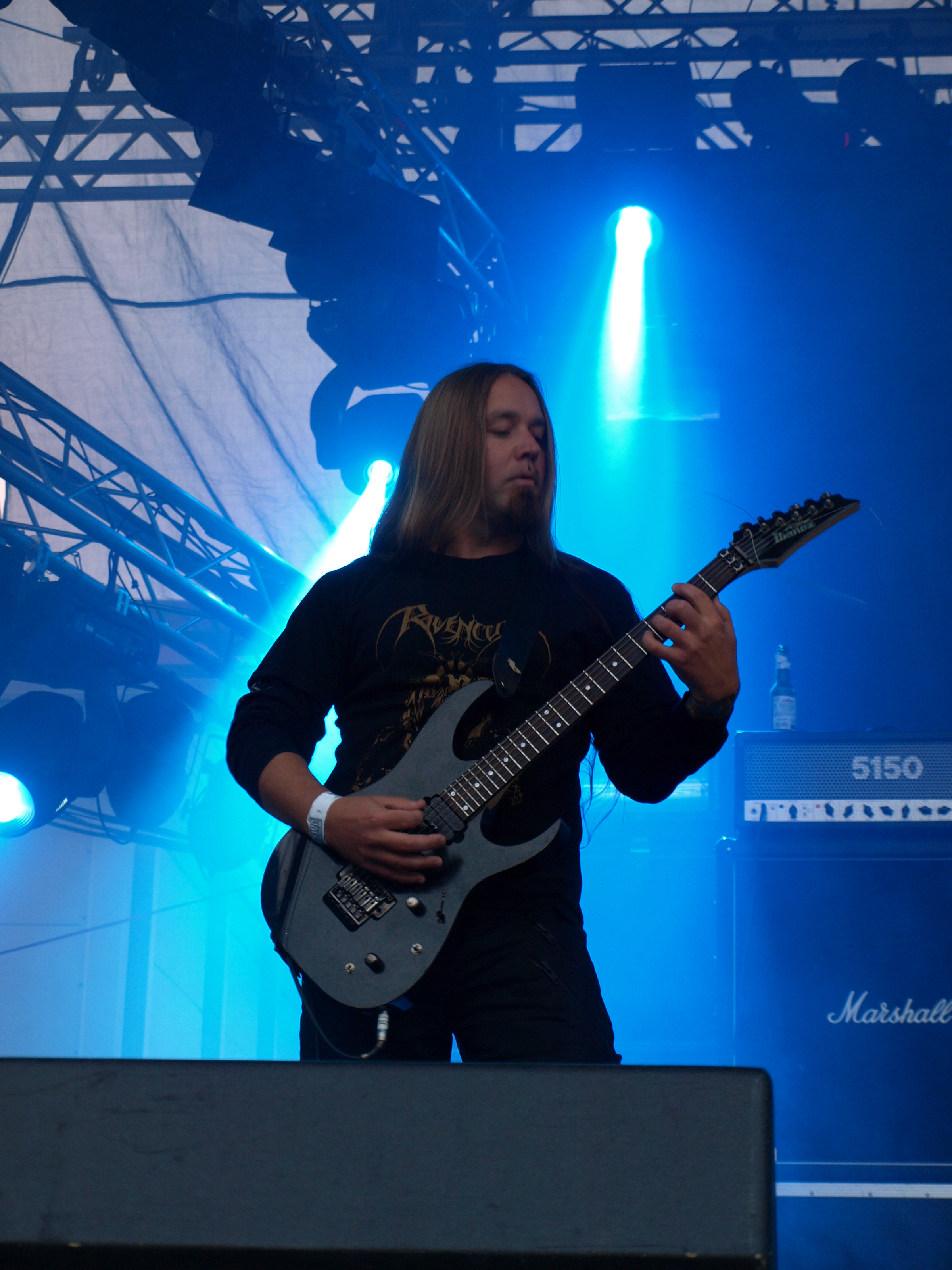
Blasphemer com o Mayhem (Jalometalli 2008)

Em 2000, a banda lançou seu segundo álbum de estúdio, Grand Declaration of War. Fortemente influenciado por metal progressivo e avant-garde metal, o álbum é conceitual, abordando temas de guerra e destruição pós-apocalíptica. Maniac abandonou o vocal rasgado do black metal por um vocal mais falado e dramático. As reações com o álbum foram distintas, alguns o criticaram por seu avant-garde e elementos eletrônicos, que eles viam como pretensiosos e para os vocais de Maniac, que consideravam inferiores aos de Dead e de Attila Csihar. Outros viram como uma tentativa para recriar e redefinir o black metal, com o crítico Brian Russ do BNR Metal indo mais longe ao chamá-lo de a primeira coisa realmente coesa que a banda já fez e um ponto culminante para a sua carreira.
Em Maio de 2003, o Mayhem apareceu novamente nas manchetes de jornais quando um fã, Per Kristian Hagen, foi levado ao hospital com uma fratura no crânio após ser atingido por uma cabeça de carneiro que tinha sido atirada para o público. As acusações foram arquivadas, mas a banda considerou o evento sendo inteiramente acidental.
Em 2004, a banda lança Chimera. O álbum mostra um retorno ao estilo mais brutal misturado a um som progressivo, mas com uma produção consideravelmente melhor que nos lançamentos anteriores. Também em 2004, Maniac foi expulso, segundo Necrobutcher, por causa do alcoolismo. Necrobutcher ainda afirmou que por causa disso, uma briga violenta ocorreu entre o cantor e Blasphemer. Durante a briga, o guitarrista chutou Maniac para baixo de uma escada que bateu com a cabeça em uma parede. Para o seu lugar, Attila Csihar foi novamente chamado.

### Retorno de Attila e saída de Blasphemer (2004-2008)
O quarto álbum de estúdio da banda, intitulado Ordo Ad Chao, foi lançado em 2007. O álbum contém um som mais cru comparado aos trabalhos mais recentes da banda, dando um ar mais vanguardista e sombrio ao disco. Ele segue o estilo experimental, com músicas mais longas como Illuminate Eliminate, que dura 9:40. Ele recebeu críticas positivas e é o álbum de maior sucesso até o momento da banda, alcançado a 12ª posição nas paradas norueguesas.
Attila Csihar disse sobre o álbum: 

Em Abril de 2008, Blasphemer decidiu deixar a banda e emitiu a seguinte declaração:
| “ | A principal razão subjacente a esta conclusão reside no fato de que eu simplesmente não vejo qualquer futuro para mim mais na banda, pelo menos não um futuro que eu gostaria de participar no decorrer dos próximos anos. Venho tocando na banda há mais de 13 anos, já tendo composto, produzido e lançado vários álbuns com grande visão, dedicação e arte, para chegar a esta encruzilhada de opostos. Cedo ou tarde, tudo chega ao fim, e no meu caso, este círculo está completo. | ” |

### História recente (2008-presente)

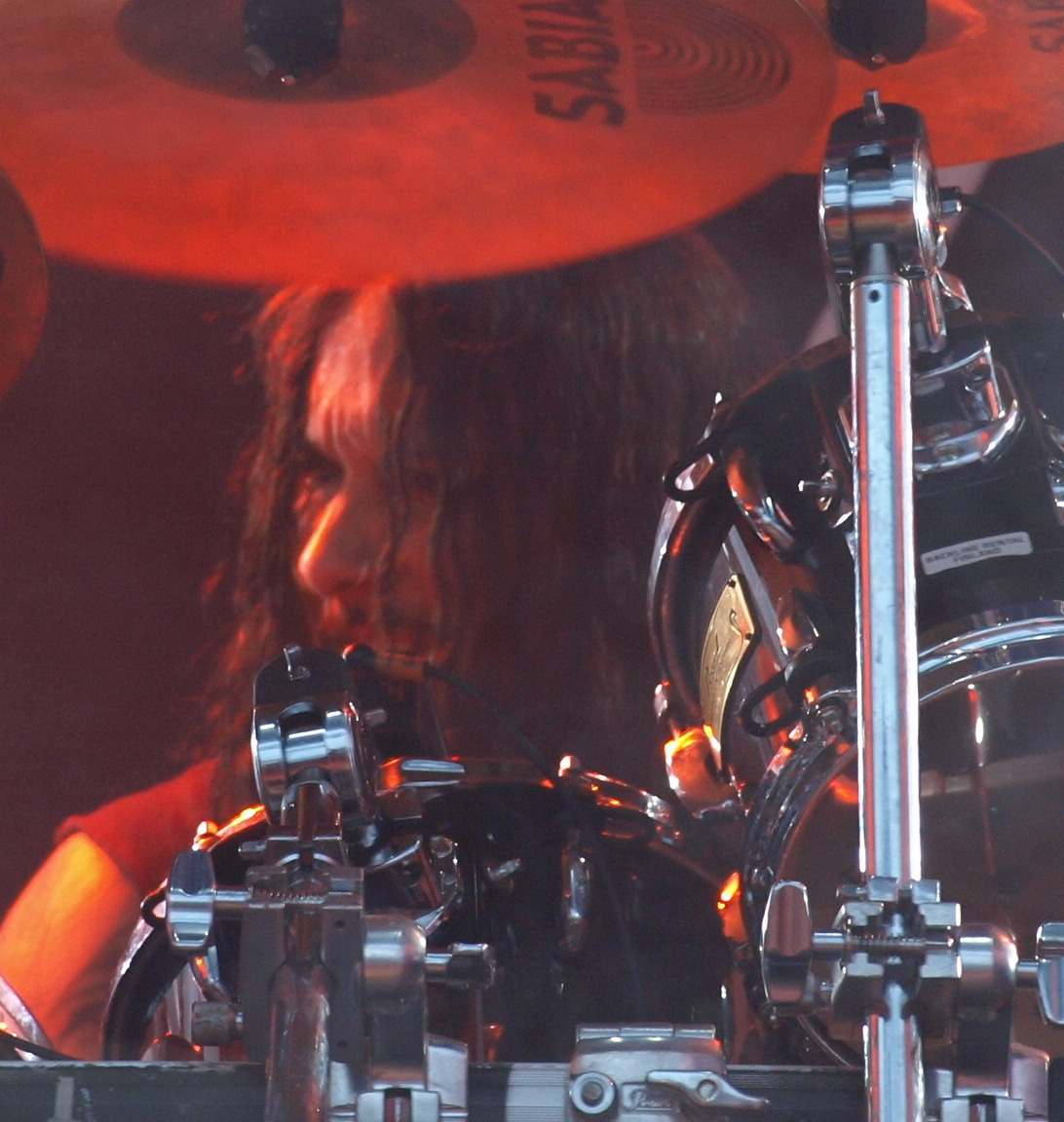
Hellhammer com o Mayhem (Jalometalli 2008)

Planos para uma turnê foram anunciadas no site da banda após a saída de Blasphemer e antes de qualquer palavra sobre novos membros. Em Outubro de 2008, foi anunciado que Morpheus (Dimension F3H/Limbonic Art) juntou forças com a banda para a turnê na América do Sul.
A banda excursionou entre 2008 e 2009 com essa formação, antes de anunciar as datas de verão com o músico francês Silmaeth como segundo guitarrista. Morfeus e Silmaeth são considerados músicos convidados e não foram efetivados na formação da banda.
Em Fevereiro de 2011, Silmaeth deixou a banda e seu lugar foi ocupado por Teloch, que já tocou com o Gorgoroth e Ov Hell. Em 2012 sai Morpheus e entra Charles Hedger na segunda guitarra.
A banda passou o ano de 2013 compondo músicas para seu próximo álbum. O disco foi mixado no final do ano e esperavam lançá-lo no início de 2014. Após alguns adiamentos, o álbum intitulado Esoteric Warfare foi lançado em 6 de junho de 2014, sendo a primeira gravação da banda  após a saída de Blasphemer e contando com Teloch  na guitarra. Em 2019 estreia o filme Lords of Chaos, baseado no livro de mesmo nome lançado em 1997, filme esse que teve bastante repercussão na época de lançado, principalmente por Varg tê-lo odiado. O filme conta os acontecimentos e tragedias que marcaram o começo da banda.

## Discografia

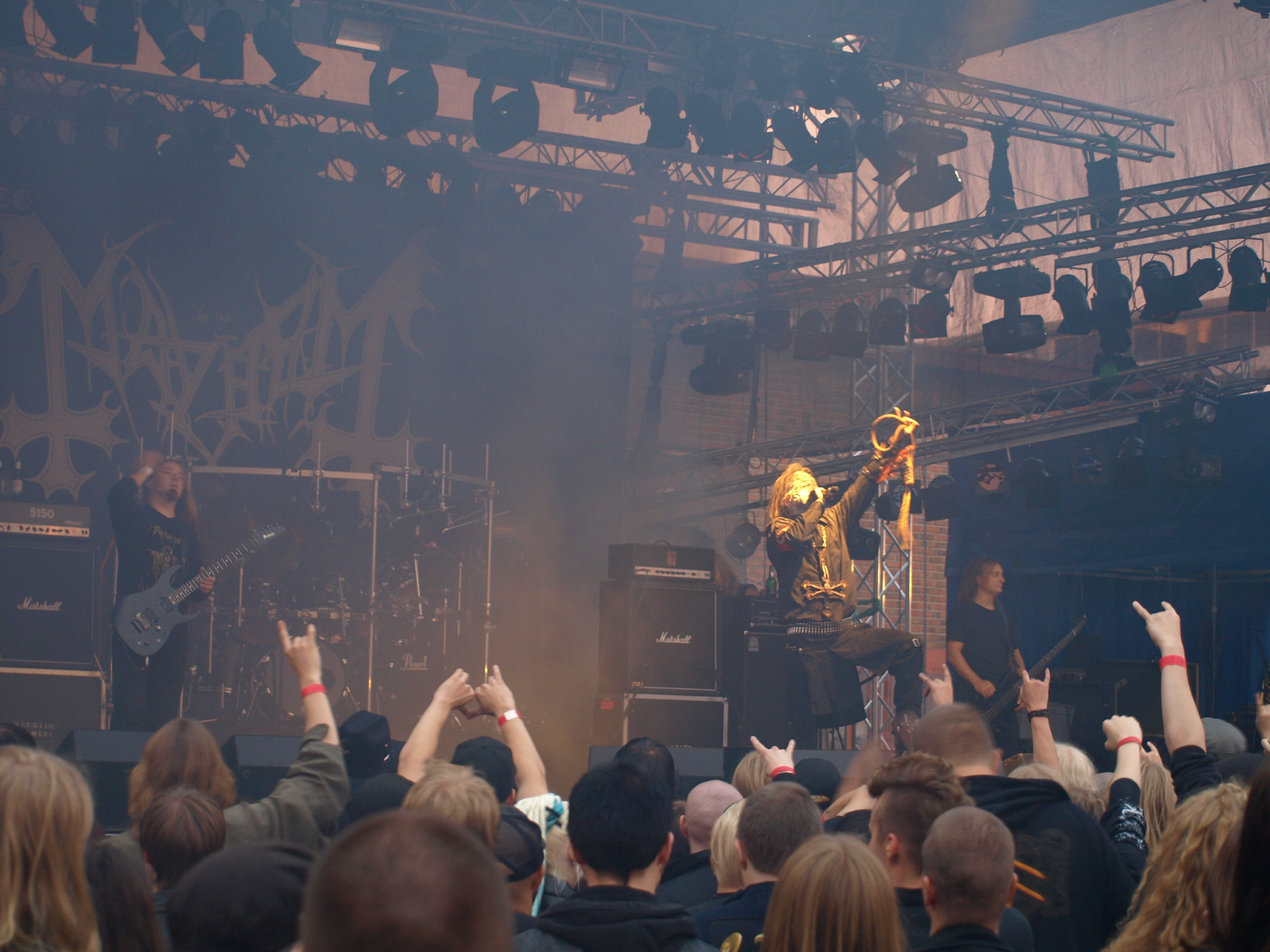
Mayhem no Jalometalli 2008